# M Countdown

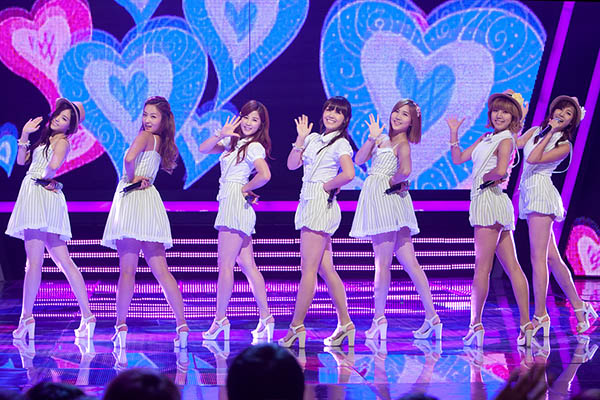
Apresentação do grupo Apink no evento Mnet 'M Countdown' Smile Thailand Southeast Asia em 28 de setembro de 2012. Na imagem, da esquerda para a direita, estão Naeun, Bomi, Chorong, Eunji, Yookyung, Namjoo e Hayoung

M Countdown (em coreano:  엠 카운트다운) é um programa de televisão musical sul-coreano transmitido pela Mnet. Ele vai ao ar ao vivo todas as quintas-feiras, às 18:00 KST/UTC+9. O programa traz os mais recentes e populares grupos que performam ao vivo no palco. É transmitido do CJ E&M Center Studio em Sagnam-dong, Distrito de Mapo, Seul. Também vai ao ar ao vivo na China, Hong Kong, Japão, Filipinas, Estados Unidos, Taiwan, Singapura e muitos outros países.

## Segmentos
Os segmentos de transmissão anterior incluem B'SHOP, onde o compositor Bang Si-hyuk apresenta algumas músicas de sucesso e MCD DRAMA, onde os anfitriões representam cenários. O segmento atual é "MCD NEWS", que reporta as últimas notícias da indústria da música e o "Ranking MCD", que classifica celebridades com certos tópicos.
A partir de 11 de junho de 2015, o gráfico apresentado em "M Countdown" foi calculado pela combinação de Vendas únicas digitais (50%), Vendas de álbuns (15%), Pontos de mídia social (Contagem de vizualizações do YouTube + SNS buzz) (15%), Pontos preferênciais (votos de fãs globais através do Mwave, Mnet Japan e Mnet America + preferência de faixa etária) (10%), Mnet Broadcast Points (10%) e Votos por SMS (10%).
Atualmente, desde 28 de maio de 2020, é usado o seguinte calculo: Vendas digitais (Melon, Genie, FLO) (45%), Vendas de álbuns (15%), Mídia social (visualizações no MV no YouTube) (15%), Votação global dos fãs (15%), Mnet Broadcast (Mnet TV, MCD Stage, M2 Contents) (10%), Votação ao vivo (apenas para os primeiros indicados) (10%). 
A pontuação perfeita é 11.000 pontos. Em maio de 2019, apenas Exo, Big Bang, Shinee, BTS, Twice e NU'EST alcançaram a pontuação perfeita nos dois últimos sistemas de pontuação. Anteriormente, apenas o Girl's Generation alcançou os 10.000 pontos perfeitos duas vezes no sistema de pontuação entre 2013–2014. 

## Apresentadores Oficiais
- Tony An e Shin So-Yul (10 de março de 2011 – 23 de agosto de 2012)
- Lee Hong-gi (30 de agosto de 2012 – 13 de dezembro de 2012)
- Kim Woo-bin (15 de agosto de 2013  – 13 de fevereiro de 2014)[4]
- Ahn Jae-hyun e Jung Joon-young (27 de fevereiro de 2014 – 20 de novembro de 2014)
- Lee Jung-shin, Key, BamBam e Jinyoung (19 de março de 2015 – 3 de março de 2016)
- Lee Jung Shin e Key (17 de março de 2016 – 8 de setembro de 2016)
- Key (22 de setembro de 2016 – 13 de abril de 2017)

- Daehwi e Han Hyun-min (4 de Abril de 2019 – 4 de fevereiro de 2021)
- Miyeon e Nam Yoon-soo (18 de fevereiro de 2021 – atualmente)

## Apresentadores semanais
- 15 de Março – Lizzy (After School)
- 29 de Março – Min Hyuk e Jung Shin (CNBLUE)
- 5 de Abril – Lee Min-woo e Jun Jin (Shinhwa)[5]
- 19 de Abril – Bora (Sistar)
- 3 de Maio – Park Geonil (Supernova); Dongho (U-KISS)
- 21 de Junho – Sungjong (Infinite)
- 5 de Julho – Nana (After School)
- 12 de Julho – Si-wan (ZE:A)
- 19 de Julho – Wooyoung (2PM)
- 2 de Julho – KwangHee (ZE:A)
- 2 de Agosto – Simon Dominic (Supreme Team)
- 9 de Agosto – DooJoon (Highlight)
- 13 de Setembro – Lizzy (After School)
- 15 de Novembro – Suzy (Miss A)
- 13 de Dezembro – Sandeul e Baro (B1A4)
- 20 de Dezembro –  Dongwoo e Hoya (Infinite)

- 3 de Janeiro – Yuri e Hyoyeon (Girls' Generation)
- 10 de Janeiro – Soyou (Sistar); Kim Dong-hyun, Shim Hyun-seong, Lee Jeong-min, Jo Young-min, Jo Kwang-min e No Min-woo (Boyfriend)
- 17 de Janeiro – John Park; Sohyun (4Minute)
- 24 de Janeiro – Sungyeol e Sungjong (Infinite)
- 21 de Janeiro – Hyungsik e Dongjun (ZE:A)
- 7 de Fevereiro –  Soyou e Dasom (Sistar)
- 14 de Fevereiro – Nana e Raina (After School)
- 21 de Fevereiro – Jaekyung, Noeul e Seungah (Rainbow)
- 28 de Fevereiro – Onew, Minho, Jonghyun, Taemin and Key (Shinee)
- 7 de Março – Chunji, L.Joe e Niel (Teen Top)
- 14 de Março – Sojin, Minah e Hyeri (Girl's Day); RiSe e Sojung (Ladies' Code)
- 21 de Março – Haeri e Minkyung (Davichi); Key e Jonghyun (Shinee); Chunji e Niel (Teen Top)
- 28 de Março – Hoya, Sungyeol e Sungjong (Infinite)
- 4 e 11 de Abril – Kim Woo-bin e Jo Bo-ah[6]
- 18 de Abril – Siwan, Hyungsik e Dongjun (ZE:A)
- 24 de Abril – Tony Ahn (H.O.T.); Onew (Shinee)
- 2 de Maio – Onew, Taemin e Key (Shinee)
- 9 de Maio – Hyoseong e Jieun (Secret)[7]
- 16 de Maio – Jinyoung e Baro (B1A4)
- 23 de Maio – Minwoo, Hyesung e Jun Jin (Shinhwa)[8]
- 30 de Maio – Minwoo e Jun Jin (Shinhwa)[9]
- 13 de Junho – Lee Joon e Thunder (MBLAQ); Woori e Hyun Young (Rainbow)
- 20 de Junho – Lizzy e Kaeun (After School)
- 27 de Junho – Jaekyung e Seungah (Rainbow)
- 4 de Julho  – HyunA, Sohyun e Gayoon (4Minute)
- 11 de Julho – Soyou e Bora (Sistar); Minah e Hyeri (Girl's Day)
- 18 de Julho – Minwoo, Jun Jin e Kim Seul-gie (Shinhwa)
- 25 de Julho – Minah, Sojin, Yura e Hyeri (Girl's Day)
- 1 de Agosto – Sulli (f(x)); Chanyeol (EXO)
- 8 de Agosto – Narsha e Miryo (Brown Eyed Girls)
- 29 de Agosto – Taebin e Heejun Han; Amber (f(x))
- 5 de Setembro – Chunji e Niel (Teen Top)
- 12 de Setembro – Siwan e Dongjun (ZE:A)
- 10 de Outubro – Jung Joon-young
- 17 de Outubro – Jung Joon-young; Jonghyun (Shinee)
- 7 de Novembro – Hyungsik (ZE:A)

- 20 de Fevereiro – JB e Jinyoung (Got7)
- 24 de Julho – Son Ho-young (g.o.d) and Moon Hee-jun (H.O.T)
- 25 de Dezembro – JB e Jinyoung e Jackson Wang (Got7)

- 22 de Janeiro – Lizzy (After School)
- 29 de Janeiro – Kyungri e Kim Dongjun (ZE:A)
- 5 de Fevereiro – Dongjun (ZE:A)
- 12 de Fevereiro – Sohyun e Gayoon (4Minute)
- 16 de Fevereiro – Jinyoung e BamBam (Got7)
- 23 de Abril –  L e Woohyun (Infinite); Sujeong (Lovelyz)
- 4 de Junho – Suho (EXO)

- 7 de Janeiro – JB e Yugyeom (Got7); Nayeon e Jihyo (TWICE)
- 28 de Janeiro – Nayeon e Jihyo (TWICE)
- 10 de Março – Yuna, Hyejeong e Chanmi (AOA)
- 17 e 24 de Março – Jeongyeon e Chaeyoung (TWICE)
- 7 de Abril – Jeongyeon e Chaeyoung (TWICE)
- 5, 12, 19 e 26 de Maio – Mingyu and Jeonghan (Seventeen)
- 9 and 16 de Junho – Mingyu e Jeonghan (Seventeen)
- 7, 14 e 21 de Julho – Mingyu e Jeonghan (Seventeen)
- 28 de Julho – Doyoung e Taeyong (NCT)
- 11 de Agosto – Doyoung e Yuta (NCT)
- 18 de Agosto – Doyoung e Jaehyun (NCT)
- 25 de Agosto – Doyoung e Mark (NCT)
- 1 de Setembro – Somi e Yeonjung (I.O.I)
- 8 e 22 de Setembro – Doyoung e Jeno (NCT)
- 29 de Setembro – Seulgi e Joy (Red Velvet)
- 6 de Outubro – Taemin (Shinee)
- 13 de Outubro – BamBam, Jackson e Mark (Got7)
- 20 de Outubro – Jimin e Jin (BTS)
- 27 de Outubro – BamBam, Jinyoung (Got7) e Sejeong (I.O.I)
- 3 de Novembro – Dahyun, Jihyo e Mina (TWICE)
- 10 de Novembro – Nayoung e Doyeon (I.O.I); Jennie e Jisoo (Black Pink); Hyolyn (Sistar); Kyuhyun (Super Junior); N (VIXX)
- 15 de Dezembro – Moonbin (Astro) e ZN (Laboum)
- 22 de Dezembro – Joshua e Hoshi (Seventeen)

- 5 de Janeiro – Joshua e Hoshi (Seventeen)
- 12 e 26 de Janeiro – Vernon e Wonwoo (Seventeen)
- 19 de Janeiro – Choa e Hyejeong (AOA)
- 9 de Fevereiro – Seulgi e Yeri (Red Velvet)
- 16 de Fevereiro – Seulgi e Wendy (Red Velvet); Jaehyun (NCT)
- 23 de Fevereiro – Chaeyoung e Mina (TWICE)
- 2 de Março – Sejeong e Mina (Gugudan)
- 9 de Março – Sungjae (BtoB)
- 16 de Março – JB e Mark (Got7)
- 23 de Março – Gikwang e Dongwoon (Highlight)
- 6 de Abril – Youngjae e Yugyeom (Got7)
- 13 de Abril – Lee Jung-shin (CNBLUE)
- 20 de Abril – Kyulkyung and Nayoung (Pristin); Hani (EXID)
- 27 de Abril & 4 de Maio – Hyojung e Jiho (Oh My Girl); Niel (Teen Top)
- 11 de Maio – HyunA, Hui e E'Dawn (Triple H)
- 18 de Maio – Hongbin, Hyuk, e N (VIXX)
- 1 de Junho – Chaeyoung e Jihyo (TWICE); Wonpil e Young K (Day6)
- 8 de Junho – Eunseo e Seola (Cosmic Girls); Lee Hong-gi (F.T. Island)
- 15 de Junho – Jaehyun (NCT), Naeun (April) e Wonpil (Day6)
- 22 & 29 de Junho – Hyungwon and Kihyun (Monsta X); Kyungri (Nine Muses)
- 13 de Julho – Taeyong (NCT); Joy e Yeri (Red Velvet)
- 20 de Julho – Seulgi e Wendy (Red Velvet)
- 27 de Julho – Bona, Cheng Xiao e Eunseo (Cosmic Girls)
- 3 de Agosto – Young K and Wonpil (Day6); JB (Got7/JJ Project)
- 10 de Agosto – Doyeon e Yoojung (Weki Meki)
- 17 de Agosto – Minhyun e Seongwoo (Wanna One)
- 24 de Agosto – Eunwoo e Nayoung (Pristin)
- 7 de Setembro – Haechan e Jeno (NCT Dream)
- 14 de Setembro – Eunha e SinB (GFriend); Jeong Se-woon
- 21 de Setembro – Daehyun e Youngjae (B.A.P); Naeun (April)
- 28 de Setembro – RM, J-Hope, e Jimin (BTS)
- 19 de Outubro – Chang-Sub, Il-Hoon, Sung-Jae (BtoB)
- 26 de Outubro – Huihyeon (DIA); Rowoon (SF9); Chunji (Teen Top)
- 2 de Novembro – Jihyo, Chaeyoung, e Mina (TWICE)
- 9 de Novembro – Dahyun, Momo, Nayeon (TWICE)
- 21 de Dezembro – Hani (EXID), Kihyun (Monsta X), Moonbin (Astro)

- 11 de Janeiro – Sunggyu e Woohyun (Infinite)
- 18 de Janeiro – Sunggyu e Dongwoo (Infinite)
- 25 de Janeiro – Arin, Hyojung e Jiho (Oh My Girl)
- 1 de fevereiro – Seulgi e Wendy (Red Velvet), Hyeyeon e Sejeong (Gugudan)
- 8 de Fevereiro - Hoshi, Jeonghan e Wonwoo (Seventeen)

## Lista de vencedores do primeiro lugar

### 2004
Julho
- 29 – BoA – "My Name" [950 pontos]

Agosto
- 05 – TVXQ – "The Way U Are"
- 12 – TVXQ – "The Way U Are"
- 19 – TVXQ – "The Way U Are"
- 26 – Se7en – "Passion"

Setembro
- 02 – Se7en – "Passion"
- 09 – Se7en – "Passion"
- 16 – Lee Seung-Chul – "Long Day"
- 23 – Lee Seung-Chul – "Long Day" [909 pontos]
- 30 – Shinhwa – "Brand New" [924 pontos]

Outubro
- 07 – Shinhwa – "Brand New" [964 pontos]
- 14 – Shinhwa – "Brand New" [971 pontos]
- 21 – Sem Show
- 28 – Lee Soo Young – "Hwilili"

Novembro
- 04 – Rain – "It's Raining"
- 11 – Rain – "It's Raining"
- 18 – Sem Show
- 25 – TVXQ – "Believe"

Dezembro
- 02 – TVXQ – "Believe"
- 09 – TVXQ – "Believe"
- 16 – Wheesung – "Incurable"
- 23 – Wheesung – "Incurable"
- 30 – Sem show

### 2005
Janeiro
- 06 – MC the Max – "Don't Say You're Happy"
- 27 – g.o.d – "An Ordinary Day"

Fevereiro
- 03 – M.C. the MAX – "Don't Say You're Happy"
- 17 – Chae Yeon – "Two of Us"
- 23 – Chae Yeon – "Two of Us"

Março
- 03 – Tei – "Love Is... Only One"
- 17 – Jo Sungmo – "Mr. Flower"
- 31 – Buzz – "Coward"

Abril
- 07 – Buzz – "Coward"
- 21 – Buzz – "Coward"
- 28 – Jewelry – "Super Star"

Maio
- 26 – Shin Hye Sung – "Same Idea"

Junho
- 23 – Yoon Do Hyun – "I Think I Loved You"
- 30 – MC Mong – "Invincible"

Julho
- 07 – Buzz – "Leaving on a Journey to Me"
- 28 – BoA – "Girls on Top"

Setembro
- 15 – SS501 – "Never Again" [900 pontos]

Outubro
- 13 – TVXQ – "Rising Sun" [942 pontos]
- 27 – M (Lee Min Woo)> – "Bump"

### 2006
Janeiro
- 05 – SS501 – "Snow Prince" [925 pontos]
- 19 – SS501 – "Snow Prince" [945 pontos]

Fevereiro
- 02 – MC the Max – "We Love To Be Hurt" [917 pontos]
- 16 – Fly to the Sky – "Like a Man" [898 pontos]

Março
- 02 – Lee Seung Gi – "Words That Are Hard To Say" [943 pontos]
- 16 – Lee Hyori – "Get Ya!" [943 pontos]
- 30 – Lee Seung Gi  – "Words That Are Hard To Say" [915 pontos]

Abril
- 27 – Se7en – "I Know" [936 pontos]

Maio
- 11 – SG Wannabe – "Partner For Life" [911 pontos]
- 18 – SG Wannabe – "Partner For Life" [905 pontos]

Junho
- 01 – Buzz – "Don't Know Men" [902 pontos]
- 22 – Shinhwa – "Once In A Lifetime" [909 pontos]

Julho
- 06 – Super Junior – "U" [914 pontos]
- 20 – Super Junior – "U" [931 pontos]

Agosto
- 03 – SG Wannabe – "I Loved You" [912 pontos]
- 17 – SG Wannabe – "I Loved You" [890 pontos]
- 31 – Super Junior – "Dancing Out" [910 pontos]

Setembro
- 14 – Psy – "Entertainer" [922 pontos]
- 28 – Lee Seung Gi – "Please" [904 pontos]

Outubro
- 12 – Lee Seung Gi – "Please" [914 pontos]
- 26 – TVXQ – ""O"-Jung.Ban.Hap." [943 pontos]

Novembro
- 09 – TVXQ – ""O"-Jung.Ban.Hap." [941 pontos]

Dezembro
- 07 – TVXQ – "Balloons" [902 pontos]
- 21 – SG Wannabe – "Song of Love" [885 pontos]

### 2007
Janeiro
- 04 – Son Hoyoung – "Love Brings Separation" [868 pontos]
- 18 – SS501 – "4 Chance" [879 pontos]

Fevereiro
- 01 – SS501 – "4 Chance" [883 pontos]
- 15 – Epik High – "Fan" [951 pontos]

Março
- 01 – Epik High – "Fan" [936 pontos]
- 15 – Epik High – "Fan" [931 pontos]
- 29 – IVY – "Sonata of Temptation" [919 pontos]

Abril
- 26 – SG Wannabe – "Arirang" [933 pontos]

Maio
- 10 – IVY – "If You're Gonna Be Like This" [930 pontos]
- 24 – SG Wannabe – "One Summer's Day Dream" [919 pontos]

Junho
- 07 – The Grace – "One More Time, OK?" [903 pontos]
- 21 – Yangpa> – "Love.. What is it?" [897 pontos]

Julho
- 05 – SeeYa – "Love's Greeting" [942 pontos]
- 19 – FTISLAND – "Love Sick"  [897 pontos]
- 26 – FTISLAND – "Love Sick"  [876 pontos]

Agosto
- 16 – Fly to the Sky – "My Angel" [896 pontos]
- 30 – SeeYa – "Shall We Marry" [887 pontos]

Setembro
- 13 – Lee Seung Gi – "White Lie" [940 pontos]
- 27 – Big Bang – "Lies" [929 pontos]

Outubro
- 11 – Girls' Generation – "Into the New World" [889 pontos]
- 25 – Big Bang – "Lies" [898 pontos]

Novembro
- 01 – Super Junior – "Don't Don", V.O.S – "Everyday Everyday" [851 pontos]
- 08 – Wonder Girls – "Tell Me" [900 pontos]

Dezembro
- 06 – Girls' Generation – "Girls' Generation" [932 pontos]
- 20 – Girls' Generation – "Girls' Generation" [885 pontos]

### 2008
"Janeiro"
- 17 – Big Bang – "Last Farewell" [939 pontos]
- 31 – SeeYa – "Sad Footsteps" [914 pontos]

"Fevereiro"
- 14 – Girls' Generation – "Kissing You" [927 pontos]
- 28 – Girls' Generation – "Kissing You" [965 pontos]

"Março"
- 13 – Jewelry – "One More Time" [924 pontos]
- 27 – Gummy – "I'm Sorry" [916 pontos]

"Abril"
- 10 – Girls' Generation – "Baby Baby" [919 pontos]
- 24 – Lee Seung Gi – "I'll Give You My Everything" [949 pontos]

"Maio"
- 08 – MC Mong – "Circus"[912 pontos]
- 22 – MC Mong – "Circus" [943 pontos]

"Junho"
- 12 – MC Mong – "Circus" [923 pontos]
- 19 – Taeyang – "Look Only At Me" [936 pontos]
- 26 – Taeyang – "Look Only At Me" [951 pontos]

"Julho"
- 03 – Taeyang – "Look Only At Me" [942 pontos]
- 10 – Wonder Girls – "So Hot" [939 pontos]
- 17 – Wonder Girls – "So Hot" [945 pontos]
- 24 – Wonder Girls – "So Hot" [944 pontos]
- 31 – Lee Hyori – "U-Go-Girl" [944 pontos] [Melhor de Julho]

"Agosto"
- 14 – Lee Hyori – "U-Go-Girl" [939 pontos]
- 21 – Lee Hyori – "U-Go-Girl" [936 pontos]
- 28 – Big Bang – "Day By Day"[950 pontos] [Melhor de Agosto]

"Setembro"
- 04 – Big Bang – "Day By Day" [955 pontos]
- 11 – Big Bang – "Day By Day"[946 pontos]
- 18 – Shinee – "Love Like Oxygen" [921 pontos]
- 25 – Big Bang – "Day By Day" [960 points] [Única Canção de Setembro]

"Outubro"
- 02 – FTISLAND – "After Love" [939 pontos]
- 09 – TVXQ – "Mirotic" [950 pontos]
- 23 – TVXQ – "Mirotic" [952 pontos]
- 30 – TVXQ – "Mirotic" [963 pontos] [Única Canção de Outubro]

"Novembro"
- 06 – Rain – "Rainism" [933 pontos]
- 11.27 – Rain – "Rainism" [939 pontos] [Única Canção de Outubro]

"Dezembro"
- 04 – Big Bang – "Sunset Glow" [949 pontos]

### 2009
Janeiro
- 01.08 – SS501 – "U R Man" [938 pontos]
- 01.15 – SS501 – "U R Man" [928 pontos]
- 01.22 – Seungri – "Strong Baby" [953 pontos]

Fevereiro
- 05 – Seungri – "Strong Baby" [946 pontos]
- 19 – Seungri – "Strong Baby" [951 pontos]
- 26 – Seungri – "Strong Baby" [942 pontos] [Única Canção de Fevereiro]

Março
- 05 – KARA – "Honey" [933 pontos]
- 12 – KARA – "Honey" [960 pontos]
- 26 – KARA – "Honey" [953.0 pontos] [Única Canção de Março]

Abril
- 02 – Davichi – "8282 [961.4 pontos]
- 09 – Super Junior – "Sorry, Sorry" [968.0 pontos]
- 16 – Son Dambi – "Saturday Night" [948.1 pontos]
- 23 – Super Junior – "Sorry, Sorry" [958.0 pontos]
- 30 – Davichi – "8282" [956.2 pontos] [Única Canção de Abril]

Maio
- 07 – 2PM – "Again & Again" [970.2 points]
- 14 – 2PM – "Again & Again" [973.4 points]
- 21 – 2PM – "Again & Again" [975.0 points]
- 28 – 2PM – "Again & Again" [946.5 points] [Única Canção de Maio]

Junho
- 04 – SG Wannabe – "I Love You" [945.1 pontos]
- 12 – SG Wannabe – "I Love You" [938.1 pontos]
- 18 – V.O.S – "Trouble" [941.9 pontos]
- 25 – V.O.S – "Trouble" [946.0 pontos] [Única Canção de Junho]

Julho
- 02 – 2PM – "I Hate You" [941.3 pontos]
- 09 – 2PM – "I Hate You" [968.0 pontos]
- 16 – 2PM – "I Hate You" [969.8 pontos]
- 23 – 2NE1 – "I Don't Care" [977.9 pontos]
- 30 – 2PM – "I Hate You" [962.6 pontos] [Única Canção de Julho]

Agosto
- 06 – 2NE1 – "I Don't Care" [979.8 pontos]
- 13 – 2NE1 – "I Don't Care" [981.3 pontos]
- 20 – Brown Eyed Girls – "Abracadabra" [944.5 pontos]
- 27 – 2NE1 – "I Don't Care" [978.2 pontos] [Única Canção de Agosto]

Setembro
- 03 – Brown Eyed Girls – "Abracadabra"2nd [970.9 pontos]
- 10 – G-Dragon – "Heartbreaker" [973.2 pontos]
- 17 – G-Dragon – "Heartbreaker" [974.5 pontos]
- 24 – G-Dragon – "Heartbreaker" [975.7 pontos] [Única Canção de Setembro]

Outubro
- 01 – 4Minute – "Muzik" [959.7 pontos]
- 08 – Park Hyo Shin – "After Love" [959.0 pontos]
- 15 – Kim Tae-woo – "Love Rain" [952.9 pontos]
- 22 – Kim Tae-woo – "Love Rain"
- 29 – Park Hyo Shin – "After Love" [958.0 pontos] [Única Canção de Outubro]

Novembro
- 05 – Shinee – "Ring Ding Dong" [972.6 pontos]

### 2010
Fevereiro
- 25 – 2AM – "Can't Let You Go Even If I Die" [976 pontos]

Março
- 04 – KARA – "Lupin" [938 pontos]
- 11 – KARA – "Lupin" [931 pontos]
- 18 – T-ARA – "I Go Crazy Because Of You" [938 pontos]
- 25 – Beast – "Shock" [918 pontos]

Abril
- 01 – 2AM – "I Did Wrong" [938 pontos]
- 08 – Rain – "Love Song" [926 pontos]
- 15 – Rain – "Love Song" [959 pontos]
- 22 – Lee Hyori – "Chitty Chitty Bang Bang" [942 pontos]
- 29 – 2PM – "Without U" [943 pontos]

Maio
- 06 – 2PM – "Without U" [930 pontos]
- 13 – 2PM – "Without U" [931 pontos]
- 20 – Seo In-guk – "Love U" [939 pontos]
- 27 – Wonder Girls – "2 Different Tears" [927 pontos]

Junho
- 03 – MBLAQ – "Y" [930 pontos]
- 10 – CNBLUE – "Love" [868 pontos][10]
- 17 – 4Minute – "HuH" [859 pontos]
- 24 – Seo In Young – "Goodbye Romance" [907 pontos]

Julho
- 01 – CNBLUE – "Love" [922 pontos]
- 08 – Taeyang – "I Need a Girl" [964 pontos]
- 15 – Taeyang – "I Need a Girl" [939 pontos]
- 22 – miss A – "Bad Girl Good Girl" [940 pontos]
- 29 – Se7en – "Better Together" [940 pontos]

Agosto
- 05 – Se7en – "Better Together" [920 pontos]
- 12 – G.NA – "I'll Back Off So You Can Live Better" [905 pontos]
- 19 – DJ DOC – "I'm This Person" [912 pontos]
- 26 – Sem Show (Jo Sungmo – "I Wanna Cheat")

Setembro
- 02 – Taeyang – "I'll Be There" [914 pontos]
- 09 – F.T. Island – "Love Love Love" [935 pontos]
- 16 – 2NE1 – "Clap Your Hands" [930 pontos]
- 23 – Sem Show (2NE1 – "Can't Nobody")
- 30 – 2NE1 – "Can't Nobody" [927 pontos]

Outubro
- 07 – 2NE1 – "Can't Nobody" [887 pontos]
- 14 – Beast – "숨 ("Breath") [924 pontos]
- 21 – miss A – "Breathe" [892 pontos]
- 28 – 2PM12th – "I'll Be Back" [951 pontos]

Novembro
- 04 – 2PM13th – "I'll Be Back" [946 pontos]
- 11 – PSY – "Right Now" [907 pontos]

Dezembro
- 09 – T-ARA – "Why Are You Being Like This" [920 pontos]
- 16 – T-ARA – "Yayaya"[907 pontos]
- 23 – IU – "Good Day" [901 pontos]
- 30 – GD & TOP – "Oh Yeah" [943 pontos]

### 2011
Janeiro
- 06 – GD & TOP – "High High" [951 pontos]
- 13 – SECRET – "Shy Boy" [847 pontos]
- 20 – TVXQ – "Keep Your Head Down" [954 pontos]
- 27 – Seungri – "V.V.I.P" [963 pontos]

Fevereiro
- 03 – Sem Show (Seungri6th – "What Can I Do")
- 10 – Seungri – "What Can I Do"> [943 pontos]
- 17 – G.NA – "Black & White" [941 pontos]
- 24 – G.NA – "Black & White"[907 pontos]

Março
- 03 – Big Bang – "Tonight" [952 pontos]
- 10 – Big Bang – "Tonight" [9,090 pontos]
- 17 – Big Bang – "Tonight" [9,171 pontos]
- 24 – Wheesung – "Heart Aching Story" [8,999 pontos]
- 31 – CNBLUE – "Intuition" [9,255 pontos]

Abril
- 04.07 – CNBLUE – "Intuition" [9,654 pontos]
- 04.14 – CNBLUE – "Intuition" [8,901 pontos]
- 04.21 – 4Minute – "Mirror Mirror" [9,117 pontos]
- 04.28 – Big Bang – "Love Song" [8,901 pontos]

Maio
- 05.05 – F(x) – "Pinocchio (Danger)" [8,845 pontos]
- 05.12 – F(x) – "Pinocchio (Danger)" [8,675 pontos]
- 05.19 – F(x) – "Pinocchio (Danger)" [8,301 pontos]
- 05.26 – Beast – "Fiction" [9,136 pontos]

Junho
- 06.02 – Beast – "Fiction" [9,253 pontos]
- 06.09 – Beast – "Fiction" [9,191 pontos]
- 06.16 – Kim Hyun Joong – "Break Down" [8,078 pontos]
- 06.23 – Kim Hyun Joong – "Break Down" [8,561 pontos]
- 06.30 – F(x) – "Hot Summer" [8,919 pontos]

Julho
- 07 – Sem Show (2PM – "Hands Up")
- 14 – T-ARA – "Roly-Poly"  [9,130 pontos]
- 21 – T-ARA – "Roly-Poly"  [8,864 pontos]
- 28 – Miss A – "Good-bye Baby"  [8,616 pontos]

Agosto
- 04 – 2NE1  – "Ugly"  [8,946 pontos]
- 11 – Super Junior – "Mr. Simple"  [9,036 pontos]
- 18 – Super Junior – "Mr. Simple" [9,155 pontos]
- 25 – Super Junior – "Mr. Simple" [8,540 pontos]

Setembro
- 01 – Infinite – "Be Mine" [8,775 pontos]
- 08 – Infinite – "Be Mine" [8,241 pontos]
- 15 – KARA – "Step" [9,016 pontos]
- 22 – KARA – "Step" [9,314 pontos]
- 29 – Huh Gak – "Hello" [8,746 pontos]

Outubro
- 06 – Sem Show (Brown Eyed Girls – "Sixth Sense")
- 13 – Infinite – "Paradise" [9,072 pontos]
- 20 – Brown Eyed Girls – "Sixth Sense" [7,674 pontos]
- 27 – Girls' Generation – "The Boys" [9,180 pontos]

Novembro
- 03 – Sem Show (Girls' Generation – "The Boys")
- 10 – Girls' Generation – "The Boys" [8,805 pontos]
- 17 – Wonder Girls – "Be My Baby" [9,290 pontos]
- 24 – Sem Show (Wonder Girls – "Be My Baby")

Dezembro
- 01 – Sem Show (T-ARA – "Cry Cry")
- 08 – T-ARA – "Cry Cry" [8,757 pontos]
- 15 – Trouble Maker – "Trouble Maker" [9,167 pontos]
- 22 – Trouble Maker – "Trouble Maker" [9,043 pontos]
- 29 – Trouble Maker – "Trouble Maker" [8,972 pontos]

### 2012
Janeiro
- 05 – Apink – "My My" [8,224 pontos]
- 12 – T-ARA – "Lovey-Dovey" [8,097 pontos]
- 19 – T-ARA – "Lovey-Dovey" [8,588 pontos]
- 26 – MBLAQ – "This Is War" [8,865 pontos]

Fevereiro
- 02 – MBLAQ – "This Is War" [8,869 pontos]
- 09 – FTISLAND – "Severely" [8,637 pontos]
- 16 – Se7en – "When I Can't Sing" [8,876 pontos]
- 23 – FTISLAND – "Severely" [8,689 pontos]

Março
- 01 – miss A – "Touch" [8,734 pontos]
- 08 – Big Bang – "Blue" [9,081 pontos]
- 15 – Big Bang – "Fantastic Baby" [9,096 pontos]
- 22 – Big Bang – "Fantastic Baby" [9,204 pontos]
- 29 – Shinee – "Sherlock•셜록 (Clue + Note)" [9,081 pontos]

Abril
- 05 – CNBLUE – "Hey You" [8,864 pontos]
- 12 – Busker Busker – "Cherry Blossom Ending" [8,577 pontos]
- 19 – Shinhwa – "Venus" [8,810 pontos][11]
- 04.26 – Sem Show <M! Countdown Hello Japan> (Sistar – "Alone") [8,182 pontos]

Maio
- 03 – 4Minute – "Volume Up" [8,105 pontos]
- 10 – Girls' Generation-TTS – "Twinkle" [9,355 pontos]
- 17 – Girls' Generation-TTS – "Twinkle" [9,357 pontos]
- 24 – Girls' Generation-TTS – "Twinkle" [8,831 pontos]
- 31 – Sem Show (Infinite – "The Chaser")

Junho
- 07 – Infinite – "The Chaser" [8,703 pontos]
- 14 – Infinite – "The Chaser" [8,422 pontos]
- 21 – f(x) – "Electric Shock" [9,296 pontos]
- 28 – No Show <Mnet 20's Choice Awards> (f(x) – "Electric Shock")

Julho
- 05 – f(x) – "Electric Shock" [8,940 pontos]
- 12 – Super Junior – "Sexy, Free & Single" [8,837 pontos]
- 19 – Super Junior – "Sexy, Free & Single" [8,658 pontos]
- 26 – Super Junior – "Sexy, Free & Single" [8,432 pontos]

Agosto
- 02 – Beast – "Beautiful Night" [8,696 pontos]
- 09 – Beast – "Beautiful Night" [8,876 pontos]
- 16 – Beast – "Beautiful Night" [8,951 pontos]
- 23 – Psy – "Gangnam Style" [8,423 pontos]
- 30 – Psy – "Gangnam Style" [8,561 pontos]

Setembro
- 06 – Psy – "Gangnam Style" [8,637 pontos]
- 13 – KARA – "Pandora" [8,515 pontos]
- 20 – FTISLAND – "I Wish" [7,264 pontos]
- 27 – G-Dragon – "Crayon" [8,924 pontos]

Outubro
- 04 – Sem Show (G-Dragon – "Crayon")
- 11 – Sem Show <M! Countdown Smile Thailand> (G-Dragon – "Crayon")
- 18 – Ga-In – "Bloom" [7,533 pontos]
- 25 – Sem Show <Style Icon Awards 2012> (K.Will – "Please Don't...")

Novembro
- 01 – K.Will – "Please Don't..." [8,418 pontos]
- 08 – Lee Hi – "1,2,3,4" [7,890 pontos]
- 15 – Lee Hi – "1,2,3,4" [8,454 pontos]
- 22 – Sem Show (Lee Hi – "1,2,3,4")
- 29 – Sem Show (Lee Seung Gi – "Return")

Dezembro
- 06 – Sem Show (Lee Seung Gi – "Return")
- 13 – Lee Seung Gi – "Return" [8,593 pontos]
- 20 – Yang Yoseob – "Caffeine" [9,267 pontos]
- 27 – Sem Show (Yang Yoseob – "Caffeine")

### 2013
Janeiro
- 03 – Yang Yoseob – "Caffeine" [9,795 pontos]
- 10 – Girls' Generation – "I Got a Boy" [10,000 pontos]
- 17 – Girls' Generation – "I Got a Boy" [9,988 pontos]
- 24 – Girls' Generation – "I Got a Boy" [8,367 pontos]
- 31 – Baechigi – "Shower Of Tears" [8,326 pontos]

Fevereiro
- 07 – Sistar19 – "Gone Not Around Any Longer" [8,086 pontos]
- 14 – Sistar19 – "Gone Not Around Any Longer" [9,642 pontos]
- 21 – Sistar19 – "Gone Not Around Any Longer" [9,140 pontos]
- 28 – SHINee – "Dream Girl" [9,168 pontos]

Março
- 07 – SHINee – "Dream Girl" [9,459 pontos]
- 14 – SHINee – "Dream Girl" [8,403 pontos]
- 21 – Lee Hi – "It's Over" [8,449 pontos]
- 28 – Davichi – "Just The Two Of Us" [7,263 pontos]

Abril
- 04 – Infinite – "Man In Love" [8,810 pontos]
- 11 – Lee Hi – "Rose" [8,802 pontos]
- 18 – PSY – "Gentleman" [ponto hidden]
- 25 – Sem Show <M! Countdown Nihao-Taiwan> (PSY – "Gentleman") [8,356 pontos]

Maio
- 02 – PSY – "Gentleman" [8,157 pontos]
- 09 – 4Minute – "What's Your Name?" [7,923 pontos]
- 16 – 4Minute – "What's Your Name?" [8,380 pontos]
- 23 – Shinhwa – "This Love" [8,283 pontos][12][13]
- 30 – Shinhwa – "This Love" [8,642 pontos]

Junho
- 06 – Sem Show <Dream Concert 2013> (Shinhwa – "This Love")
- 13 – Lee Hyori – "Bad Girls" [6,751 pontos]
- 20 – Sistar – "Give It to Me" [7,995 pontos][14][15]
- 27 – Sistar – "Give It to Me" [8,430 pontos]

Julho
- 04 – Sistar – "Give It to Me" [8,417 pontos]
- 11 – Dynamic Duo – "BAAAM" [7,193 pontos]
- 18 – Sem Show <Mnet 20's Choice Awards> (2NE1 – "Falling in Love")
- 25 – Infinite – "Destiny" [7,532 pontos]

Agosto
- 01 – Beast – "Shadow" [8,373 pontos]
- 08 – f(x) – "Rum Pum Pum Pum" [9,079 pontos]
- 15 – 2NE1 – "Do You Love Me" [8,017 pontos]
- 22 – EXO – "Growl" [8,154 pontos]
- 29 – Sem Show <M! Countdown What's Up LA> (EXO – Growl")

Setembro
- 05 – EXO – "Growl" [6,817 pontos]
- 12 – G-Dragon – "Black" [6,604 pontos]
- 19 – Sem Show <Incheon Korean Music Wave 2013> (G-Dragon – "Black")
- 26 – G-Dragon – "Crooked" [7,369 pontos]

Outubro
- 03 – Busker Busker – "Love, at first" [9,419 pontos]
- 10 – Busker Busker – "Love, at first" [9,415 pontos]
- 17 – IU – "The Red Shoes" [9,052 pontos]
- 24 – Sem Show <Style Icon Awards 2013> (IU – "The Red Shoes")
- 31 – SHINee – "Everybody" [6,914 pontos]

Novembro
- 07 – Trouble Maker – "Now" [7,783 pontos]
- 14 – Trouble Maker – "Now" [8,001 pontos]
- 21 – Sem Show  (miss A – "Hush")
- 28 – Sem Show <2013 Mnet Asian Music Awards Replay> (2NE1 – "Missing You")

Dezembro
- 05 – 2NE1 – "Missing You" [7,982 pontos]
- 12 – Hyolyn – "One Way Love" [8,044 pontos]
- 19 – EXO – "Miracles in December" [8,878 pontos]
- 26 – Sem Show (EXO – "Miracles in December")

### 2014
Janeiro
- 02 – Sem Show <M! Countdown 2014 New Year Special> (EXO – "Miracles in December")
- 09 – Rain – "30 SEXY" [6,285 pontos]
- 16 – TVXQ – "Something" [9,244 pontos]
- 23 – Sem Show (TVXQ – "Something")
- 30 – Sem Show (TVXQ – "Something")

Fevereiro
- 06 – Girl's Day – "Something" [9,047 pontos]
- 13 – Girl's Day – "Something" [7,332 pontos]
- 20 – Soyou & JunggiGo – "Some" [8,272 pontos]
- 27 – Soyou & JunggiGo – "Some" [7,252 pontos]

Março
- 06 – Girls' Generation – "Mr.Mr." [9,363 pontos]
- 13 – Girls' Generation – "Mr.Mr." [10,000 pontos]
- 20 – 2NE1 – "Come Back Home" [8,869 pontos]
- 27 – 2NE1 – "Come Back Home" [7,585 pontos]

Abril
- 03 – Sem Show <M! Countdown No. 1 Artist of Spring 2014> (4Minute – "Whatcha Doin' Today") [6,555 pontos]
- 10 – Apink – "Mr. Chu" [8,323 pontos]
- 17 – Sem Show (Sinking of MV Sewol) (Akdong Musician – "200%")
- 24 – Sem Show (Sinking of MV Sewol) (Akdong Musician – "200%")

Maio
- 01 – Sem Show (Sinking of MV Sewol) (Akdong Musician – "200%")
- 08 – Apink – "Mr. Chu" [9,577 points]
- 15 – EXO – "Overdose" [9,706 pontos]
- 22 – Exo-K – "Overdose" [8,368 pontos]
- 29 – Infinite – "Last Romeo" [6,473 pontos]

Junho
- 05 – Infinite – "Last Romeo" [7,063 pontos]
- 12 – Taeyang – "Eyes, Nose, Lips" [7,303 pontos]
- 19 – Taeyang – "Eyes, Nose, Lips" [9,255 pontos]
- 26 – Sem Show (Beast – "Good Luck")

Julho
- 03 – Taeyang – "Eyes, Nose, Lips" [8,353 pontos]
- 10 – Sem Show (K.Will – "Day 1")
- 17 – f(x) – "Red Light" [9,772 pontos]
- 24 – <M! Countdown 10th Anniversary Special> B1A4 – "Solo Day"
- 31 – Sistar – "Touch My Body" [7,359 pontos]

Agosto
- 07 – Sem Show (Sistar – "Touch My Body")
- 14 – Sem Show <2 Nights in LA Special> (Block B – "H.E.R")
- 21 – Winner – "Empty" [8,005 pontos]
- 28 – Winner – "Empty" [7,986 pontos]

Setembro
- 04 – Sistar – "I Swear" [7,661 pontos]
- 11 – Super Junior – "MAMACITA" [7,638 pontos]
- 18 – Winner – "Empty" [7,042 pontos]
- 25 – Girls' Generation-TTS – "Holler" [8,751 pontos]

Outubro
- 02 – <Special Broadcast> Girls' Generation-TTS – "Holler"
- 09 – Ailee – "Don't Touch Me" [7,417 pontos]
- 16 – Roy Kim – "Home" [8,596 pontos]
- 23 – Gaeko – "No Make Up" [6,709 pontos]
- 30 – <Halloween & 400th Episode Highlight Broadcast> Epik High – "Happen Ending"

Novembro
- 06 – Epik High – "Happen Ending" [7,209 pontos]
- 13 – Epik High – "Happen Ending" [7,588 pontos]
- 20 – Kyuhyun – "At Gwanghwamun" [7,947 pontos]
- 27 – Sem Show (Kyuhyun – "At Gwanghwamun")

Dezembro
- 04 – Sem Show
- 11 – Sem Show
- 18 – Sem Show (Apink – "LUV")
- 25 – X-Mas Special (Apink – "LUV") [7,791 pontos]

### 2015
|   | Triple Crown                  |
|   | Maiores pontuações em 2015    |
| — | Não foi realizado nenhum show |

| Episodio | Data            | Artista                      | Canção                       | Pontos                       |
| -------- | --------------- | ---------------------------- | ---------------------------- | ---------------------------- |
| —        | 1 de Janeiro    | Sem show e vencedor          | Sem show e vencedor          | Sem show e vencedor          |
| 407      | 8 de Janeiro    | EXID                         | "Up & Down"                  | —                            |
| 408      | 15 de Janeiro   | EXID                         | "Up & Down"                  | —                            |
| 409      | 22 de Janeiro   | Jonghyun                     | "Déjà-Boo"                   | 6,995                        |
| 410      | 29 de Janeiro   | Mad Clown                    | "Fire"                       | 7,409                        |
| 411      | 5 de Fevereiro  | Davichi                      | "Cry Again"                  | 7,238                        |
| 412      | 12 de Fevereiro | Infinite H                   | "Pretty"                     | 7,209                        |
| —        | 19 de Fevereiro | 4Minute                      | "Crazy"                      | —                            |
| 413      | 26 de Fevereiro | 4Minute                      | "Crazy"                      | 8,636                        |
| 414      | 5 de Março      | VIXX                         | "Love Equation"              | 8,403                        |
| 415      | 12 de Março     | Shinhwa                      | "Sniper"                     | —                            |
| 416      | 19 de Março     | Shinhwa                      | "Sniper"                     | 7,965                        |
| 417      | 26 de Março     | Shinhwa                      | "Sniper"                     | 8,554                        |
| 418      | 2 de Abril      | Red Velvet                   | "Ice Cream Cake"             | 8,069                        |
| 419      | 9 de Abril      | EXO                          | "Call Me Baby"               | 7,745                        |
| 420      | 16 de Abril     | EXO                          | "Call Me Baby"               | 7,756                        |
| 421      | 23 de Abril     | Episódio especial KCON Japão | Episódio especial KCON Japão | Episódio especial KCON Japão |
| 422      | 30 de Abril     | EXO                          | "Call Me Baby"               | 7,652                        |
| 423      | 7 de Maio       | BTS                          | "I Need U"                   | 6,876                        |
| 424      | 14 de Maio      | Big Bang                     | "Loser"                      | 9,669                        |
| 425      | 21 de Maio      | Big Bang                     | "Loser"                      | 8,188                        |
| 426      | {28 de Maio     | SHINee                       | "View"                       | 9,037                        |
| 427      | 4 de Junho      | SHINee                       | "View"                       | 9,762                        |
| 428      | 11 de Junho     | Big Bang                     | "Bang Bang Bang"             | 9,669                        |
| 429      | 18 de Junho     | EXO                          | "Love Me Right"              | 9,238                        |
| 430      | 25 de Junho     | Big Bang                     | "Bang Bang Bang"             | 9,124                        |
| 431      | 2 de Julho      | Sistar                       | "Shake It"                   | —                            |
| 432      | 9 de Julho      | Big Bang                     | "Sober"                      | 8,487                        |
| 433      | 16 de Julho     | Girls' Generation            | "Party"                      | 10,654                       |
| 434      | 23 de Julho     | Infinite                     | "Bad"                        | 8,851                        |
| 435      | 30 de Julho     | Apink                        | "Remember"                   | 9,244                        |
| 436      | 6 de Agosto     | Beast                        | "YeY"                        | —                            |
| 437      | 13 de Agosto    | Episódio especial KCON LA    | Episódio especial KCON LA    | Episódio especial KCON LA    |
| 438      | 15 de Agosto    | Episódio especial KCON NY    | Episódio especial KCON NY    | Episódio especial KCON NY    |
| 439      | 20 de Agosto    | GD&TOP                       | "Zutter"                     | 10,741                       |
| 440      | 27 de Agosto    | Girls' Generation            | "Lion Heart"                 | 9,868                        |
| 441      | 3 de Setembro   | Girls' Generation            | "Lion Heart"                 | 10,988                       |
| 442      | 10 de Setembro  | Girls' Generation            | "Lion Heart"                 | 10,961                       |
| 443      | 17 de Setembro  | Red Velvet                   | "Dumb Dumb"                  | 10,085                       |
| 444      | 24 de Setembro  | Red Velvet                   | "Dumb Dumb"                  | —                            |
| 445      | 1 de Outubro    | Soyou & Kwon Jeong Yeol      | "Lean On Me"                 | 7,137                        |
| 446      | 8 de Outubro    | iKON                         | "Rhythm Ta"                  | 7,068                        |
| 447      | 15 de Outubro   | Taeyeon                      | "I"                          | 10,929                       |
| 448      | 22 de Outubro   | Taeyeon                      | "I"                          | 9,541                        |
| 449      | 29 de Outubro   | Taeyeon                      | "I"                          | 10,093                       |
| 450      | 5 de Novembro   | f(x)                         | "4 Walls"                    | 10,688                       |
| —        | 12 de Novembro  | Sem show e vencedor          | Sem show e vencedor          | Sem show e vencedor          |
| 451      | 19 de Novembro  | f(x)                         | "4 Walls"                    | —                            |
| 452      | 26 de Novembro  | Dynamic Duo                  | "Jam"                        | —                            |
| —        | 3 de Dezembro   | Sem show e vencedor          | Sem show e vencedor          | Sem show e vencedor          |
| —        | 10 de Dezembro  | Sem show e vencedor          | Sem show e vencedor          | Sem show e vencedor          |
| 453      | 17 de Dezembro  | PSY                          | "Daddy"                      | —                            |
| 454      | 24 de Dezembro  | PSY                          | "Daddy"                      | —                            |
| —        | 31 de Dezembro  | Sem show e vencedor          | Sem show e vencedor          | Sem show e vencedor          |

### 2016
|   | Triple Crown                  |
|   | Maiores pontuações em 2016    |
| — | Não foi realizado nenhum show |

| Episodio | Data              | Artista                                   | Canção                                    | Pontos                                    |
| -------- | ----------------- | ----------------------------------------- | ----------------------------------------- | ----------------------------------------- |
| 455      | 7 de Janeiro      | PSY                                       | "Daddy"                                   | 8,433                                     |
| 456      | 14 de Janeiro     | iKON                                      | "Dumb & Dumber"                           | 10,175                                    |
| 457      | 21 de Janeiro     | iKON                                      | "Dumb & Dumber"                           | 9,499                                     |
| 458      | 28 de Janeiro     | iKON                                      | "Dumb & Dumber"                           | 8,930                                     |
| 459      | 4 de Fevereiro    | GFriend                                   | "Rough"                                   | 9,424                                     |
| 460      | 11 de February 11 | GFriend                                   | "Rough"                                   | —                                         |
| 461      | 18 de Fevereiro   | GFriend                                   | "Rough"                                   | 8,959                                     |
| 462      | 25 de Fevereiro   | Winner                                    | "Sentimental"                             | 9,895                                     |
| 463      | 3 de Março        | Taemin                                    | "Press Your Number"                       | 7,771                                     |
| 464      | 10 de Março       | Mamamoo                                   | "You're the Best"                         | 9,528                                     |
| 465      | 17 de Março       | Lee Hi                                    | "Breathe"                                 | 8,210                                     |
| 466      | 24 de Março       | Red Velvet                                | "One of These Nights"                     | 7,922                                     |
| 467      | 31 de Março       | GOT7                                      | "Fly"                                     | 7,032                                     |
| 468      | 7 de Abril        | BTOB                                      | "Remember That"                           | 7,140                                     |
| 469      | 14 de Abril       | CNBLUE                                    | "You're So Fine"                          | —                                         |
| 470      | 21 de Abril       | Block B                                   | "Toy"                                     | 9,092                                     |
| 471      | 28 de Abril       | Jung Eunji                                | "Hopefully Sky"                           | 8,614                                     |
| 472      | 5 de Maio         | Twice                                     | "Cheer Up"                                | 10,264                                    |
| 473      | 12 de Maio        | BTS                                       | "Fire"                                    | 7,692                                     |
| 474      | 19 de Maio        | Twice                                     | "Cheer Up"                                | 9,205                                     |
| 475      | 26 de Maio        | Twice                                     | "Cheer Up"                                | 9,095                                     |
| 476      | 2 de Junho        | Baek A-yeon                               | "So-So"                                   | —                                         |
| 477      | 9 de Junho        | Baek A-yeon                               | "So-So"                                   | 7,084                                     |
| 478      | 14 de Junho       | Episódio especial KCON France             | Episódio especial KCON France             | Episódio especial KCON France             |
| 479      | 16 de Junho       | EXO                                       | "Monster"                                 | 9,877                                     |
| 480      | 23 de Junho       | EXO                                       | "Monster"                                 | 10,849                                    |
| 481      | 30 de Junho       | EXO                                       | "Monster"                                 | —                                         |
| 482      | 7 de Julho        | Sistar                                    | "I Like That"                             | 9,519                                     |
| 483      | 14 de Julho       | Wonder Girls                              | "Why So Lonely"                           | 8,250                                     |
| 484      | 21 de Julho       | GFriend                                   | "Navillera"                               | 9,154                                     |
| 485      | 28 de Julho       | GFriend                                   | "Navillera"                               | 9,406                                     |
| 486      | 4 de Agosto       | GFriend                                   | "Navillera"                               | —                                         |
| 487      | 9 de Agosto       | Episodio especial KCON LA                 | Episodio especial KCON LA                 | Episodio especial KCON LA                 |
| 488      | 11 de Agosto      | HyunA                                     | "How's This?"                             | 8,403                                     |
| 489      | 18 de Agosto      | I.O.I                                     | "Whatta Man"                              | 8,158                                     |
| 490      | 25 de Agosto      | EXO                                       | "Lotto"                                   | 8,310                                     |
| 491      | 1 de Setembro     | EXO                                       | "Lotto"                                   | 8,150                                     |
| 492      | 8 de Setembro     | Blackpink                                 | "Whistle"                                 | 7,330                                     |
| —        | 15 de Setembro 15 | Red Velvet                                | "Russian Roulette"                        | —                                         |
| 493      | 22 de Setembro    | Red Velvet                                | "Russian Roulette"                        | 9,576                                     |
| 494      | 29 de Setembro    | Infinite                                  | "The Eye"                                 | 7,714                                     |
| 495      | 6 de Outubro      | GOT7                                      | "Hard Carry"                              | 7,994                                     |
| 496      | 13 de Outubro     | SHINee                                    | "1 of 1"                                  | 10,023                                    |
| 497      | 20 de Outubro     | BTS                                       | "Blood Sweat & Tears"                     | 9,852                                     |
| 498      | 27 de Outubro     | I.O.I                                     | "Very Very Very"                          | —                                         |
| 499      | 3 de Novembro     | Twice                                     | "TT"                                      | 10,511                                    |
| 500      | 10 de Novembro    | Twice                                     | "TT"                                      | 8,362                                     |
| 501      | 17 de Novembro    | Episódio especial, vencedor não anunciado | Episódio especial, vencedor não anunciado | Episódio especial, vencedor não anunciado |
| 502      | 24 de Novembro    |                                           |                                           |                                           |
| —        | 1 de Dezembro     | Sem apresentação e vencedor não anunciado | Sem apresentação e vencedor não anunciado | Sem apresentação e vencedor não anunciado |
| —        | 8 de Dezembro     |                                           |                                           |                                           |
| 503      | 15 de Dezembro    | Seventeen                                 | "Boom Boom"                               | 6,834                                     |
| 504      | 22 de Dezembro    | Big Bang                                  | "Fxxk It"                                 | 8,535                                     |
| —        | 29 de Dezembro    | Sem show e vencedor não anunciado         | Sem show e vencedor não anunciado         | Sem show e vencedor não anunciado         |

### 2017
|   | Triple Crown                  |
|   | Maiores pontuações em 2017    |
| — | Não foi realizado nenhum show |

| Episodio | Data            | Artista                               | Canção                                | Pontos                                |
| -------- | --------------- | ------------------------------------- | ------------------------------------- | ------------------------------------- |
| 505      | 5 de Janeiro    | Big Bang                              | "Fxxk It"                             | 9,750                                 |
| 506      | 12 de Janeiro   | Big Bang                              | "Fxxk It"                             | 10,225                                |
| 507      | 19 de Janeiro   | AKMU                                  | "Last Goodbye"                        | 6,432                                 |
| 508      | 26 de Janeiro   | Seohyun                               | "Don't Say No"                        | 7,411                                 |
| 509      | 2 de Fevereiro  | AOA                                   | "Excuse Me"                           | —                                     |
| 510      | 9 de Fevereiro  | Red Velvet                            | "Rookie"                              | 10,503                                |
| 511      | 16 de Fevereiro | Red Velvet                            | "Rookie"                              | 10,903                                |
| 512      | 23 de Fevereiro | BTS                                   | "Spring Day"                          | 10,629                                |
| 513      | 2 de Março      | Twice                                 | "Knock Knock"                         | 9,942                                 |
| 514      | 9 de Março      | Taeyeon                               | "Fine"                                | 9,747                                 |
| 515      | 16 de Março     | Twice                                 | "Knock Knock"                         | 9,440                                 |
| 516      | 23 de Março     | GOT7                                  | "Never Ever"                          | 7,976                                 |
| 517      | 30 de Março     | Highlight                             | "Plz Don't Be Sad"                    | —                                     |
| 518      | 6 de Abril      | Highlight                             | "Plz Don't Be Sad"                    | 8,821                                 |
| 519      | 13 de Abril     | Winner                                | "Really Really"                       | 9,216                                 |
| 520      | 20 de Abril     | Winner                                | "Really Really"                       | 8,903                                 |
| 521      | 27 de Abril     | IU                                    | "Palette"                             | 7,626                                 |
| 522      | 4 de Maio       | IU                                    | "Palette"                             | —                                     |
| 523      | 11 de Maio      | Hyukoh                                | "Tomboy"                              | 7,121                                 |
| 524      | 18 de Maio      | PSY                                   | "I Luv It"                            | 7,843                                 |
| 525      | 25 de Maio      | Twice                                 | "Signal"                              | —                                     |
| 526      | 1 de Junho      | Twice                                 | "Signal"                              | 8,867                                 |
| 527      | 8 de Junho      | Highlight                             | "Calling You"                         | 9,182                                 |
| 528      | 15 de Junho     | Seventeen                             | "Don't Wanna Cry"                     | 8,990                                 |
| 529      | 22 de Junho     | NCT 127                               | "Cherry Bomb"                         | 7,325                                 |
| 530      | 29 de Junho     | Mamamoo                               | "Yes I Am"                            | —                                     |
| 531      | 6 de Julho      | Mamamoo                               | "Yes I Am"                            | —                                     |
| 532      | 13 de Julho     | Mamamoo                               | "Yes I Am"                            | 8,163                                 |
| 533      | 20 de Julho     | Red Velvet                            | "Red Flavor"                          | 10,877                                |
| 534      | 27 de Julho     | EXO                                   | "Ko Ko Bop"                           | 8,982                                 |
| 535      | 3 de Agosto     | EXO                                   | "Ko Ko Bop"                           | 9,003                                 |
| 536      | 10 de Agosto    | EXO                                   | "Ko Ko Bop"                           | 9,353                                 |
| 537      | 17 de Agosto    | Wanna One                             | "Energetic"                           | 10,666                                |
| 538      | 24 de Agosto    | Wanna One                             | "Energetic"                           | 10,844                                |
| 539      | 31 de Agosto    | Wanna One                             | "Energetic"                           | —                                     |
| 540      | 7 de Setembro   | Sunmi                                 | "Gashina"                             | 8,486                                 |
| 541      | 14 de Setembro  | EXO                                   | "Power"                               | 11,000                                |
| 542      | 21 de Setembro  | GFriend                               | "Summer Rain"                         | 10,091                                |
| 543      | 28 de Setembro  | BTS                                   | "DNA"                                 | 11,000                                |
| 544      | 5 de Outubro    | BTS                                   | "DNA"                                 | —                                     |
| —        | 12 de Outubro   | Transmissão especial do BTS Countdown | Transmissão especial do BTS Countdown | Transmissão especial do BTS Countdown |
| 545      | 19 de Outubro   | NU'EST W                              | "Where You At"                        | 9,521                                 |
| 546      | 26 de Outubro   | BTOB                                  | "Missing You"                         | 10,330                                |
| 547      | 2 de Novembro   | BTOB                                  | "Missing You"                         | 9,968                                 |
| 548      | 9 de Novembro   | Twice                                 | "Likey"                               | 10,082                                |
| 549      | 16 de Novembro  | Twice                                 | "Likey"                               | —                                     |
| 550      | 23 de Novembro  | Wanna One                             | "Beautiful"                           | —                                     |
| —        | 30 de Novembro  | Sem transmissão e vencedor            | Sem transmissão e vencedor            | Sem transmissão e vencedor            |
| —        | 7 de Dezembro   | Sem transmissão e vencedor            | Sem transmissão e vencedor            | Sem transmissão e vencedor            |
| —        | 14 de Dezembro  | Sem transmissão e vencedor            | Sem transmissão e vencedor            | Sem transmissão e vencedor            |
| 551      | 21 de Dezembro  | Twice                                 | "Heart Shaker"                        | 9,776                                 |
| 552      | 28 de Dezembro  | Twice                                 | "Heart Shaker"                        | —                                     |

### 2018
|   | Triple Crown                  |
|   | Maiores pontuações em 2018    |
| — | Não foi realizado nenhum show |

| Episodio | Data            | Artista                                   | Canção                                    | Pontos                                    |
| -------- | --------------- | ----------------------------------------- | ----------------------------------------- | ----------------------------------------- |
| —        | 4 de Janeiro    | Sem transmissão e vencedor                | Sem transmissão e vencedor                | Sem transmissão e vencedor                |
| 553      | 11 de Janeiro   | Momoland                                  | "BBoom BBoom"                             | 7,811                                     |
| 554      | 18 de Janeiro   | Infinite                                  | "Tell Me"                                 | 10,554                                    |
| 555      | 25 de Janeiro   | Sunmi                                     | "Heroine"                                 | 7,919                                     |
| 556      | 2 de Fevereiro  | iKON                                      | "Love Scenario"                           | 7,789                                     |
| 557      | 8 de Fevereiro  | Red Velvet                                | "Bad Boy"                                 | 10,032                                    |
| 558      | 15 de Fevereiro | Red Velvet                                | "Bad Boy"                                 | —                                         |
| 559      | 22 de Janeiro   | Momoland                                  | "BBoom BBoom"                             | 8,834                                     |
| 560      | 1 de Março      | iKON                                      | "Love Scenario"                           | 8,467                                     |
| 561      | 8 de Março      | iKON                                      | "Love Scenario"                           | 8,001                                     |
| 562      | 15 de Março     | Mamamoo                                   | "Starry Night"                            | 9,820                                     |
| 563      | 22 de Março     | Mamamoo                                   | "Starry Night"                            | 7,938                                     |
| 564      | 29 de Março     | Wanna One                                 | "Boomerang"                               | 10,805                                    |
| 565      | 5 de Abril      | Wanna One                                 | "Boomerang"                               | 9,981                                     |
| 566      | 12 de Abril     | Winner                                    | "Everyday"                                | 9,687                                     |
| 567      | 19 de Abril     | Twice                                     | "What is Love?"                           | —                                         |
| 568      | 26 de Abril     | Twice                                     | "What is Love?"                           | 9,360                                     |
| 569      | 3 de Maio       | Winner                                    | "Everyday"                                | 7,436                                     |
| 570      | 10 de Maio      | GFriend                                   | "Time for the Moon Night"                 | 10,700                                    |
| —        | 17 de Maio      | Sem transmissão e vencedor                | Sem transmissão e vencedor                | Sem transmissão e vencedor                |
| 571      | 24 de Maio      | (G)I-DLE                                  | "LATATA"                                  | 8,183                                     |
| 572      | 31 de Maio      | BTS                                       | "Fake Love"                               | 11,000                                    |
| 573      | 7 de Junho      | BTS                                       | "Fake Love"                               | 9,666                                     |
| 574      | 14 de Junho     | Wanna One                                 | "Light"                                   | 10,320                                    |
| 575      | 21 de Junho     | SHINee                                    | "I Want You"                              | 11,000                                    |
| 576      | 28 de Junho     | Blackpink                                 | "Ddu-Du Ddu-Du"                           | 8,706                                     |
| 577      | 5 de Julho      | Blackpink                                 | "Ddu-Du Ddu-Du"                           | —                                         |
| 578      | 12 de Julho     | Blackpink                                 | "Ddu-Du Ddu-Du"                           | —                                         |
| 579      | 19 de Julho     | Twice                                     | "Dance The Night Away"                    | 10,933                                    |
| 580      | 26 de Julho     | Seventeen                                 | "Oh My!"                                  | 8,546                                     |
| 581      | 2 de Agosto     | Mamamoo                                   | "Egotistic"                               | 7,731                                     |
| 582      | 9 de Agosto     | iKON                                      | "Killing Me"                              | 7,888                                     |
| —        | 16 de Agosto    | Sem transmissão e vencedor                | Sem transmissão e vencedor                | Sem transmissão e vencedor                |
| 583      | 23 de Agosto    | Red Velvet                                | "Power Up"                                | 8,761                                     |
| 584      | 24 de Agosto    | Edição Especial (KCON LA 2018)            | Edição Especial (KCON LA 2018)            | Edição Especial (KCON LA 2018)            |
| 585      | 30 de Agosto    | Red Velvet                                | "Power Up"                                | 8,444                                     |
| 586      | 6 de Setembro   | (G)I-DLE                                  | "Hann (Alone)"                            | 7,213                                     |
| 587      | 13 de Setembro  | Sunmi                                     | "Siren"                                   | 7,624                                     |
| 588      | 20 de Setembro  | Sunmi                                     | "Siren"                                   | 7,381                                     |
| 589      | 27 de Setembro  | GOT7                                      | "Lullaby"                                 | —                                         |
| 590      | 4 de Outubro    | GOT7                                      | "Lullaby"                                 | 10,595                                    |
| 591      | 11 de Outubro   | iKON                                      | "Goodbye Road"                            | —                                         |
| 592      | 18 de Outubro   | iKON                                      | "Goodbye Road"                            | 8,286                                     |
| 593      | 25 de Outubro   | NCT 127                                   | "Regular"                                 | 10,000                                    |
| 594      | 1 de Novembro   | Monsta X                                  | "Shoot Out"                               | 6,349                                     |
| 595      | 8 de Novembro   | IZ*ONE                                    | "La Vie en Rose"                          | 10,884                                    |
| 596      | 15 de Novembro  | Twice                                     | "Yes or Yes"                              | 8,695                                     |
| —        | 22 de Novembro  | Wanna One COMEBACK SHOW: POWER OF DESTINY | Wanna One COMEBACK SHOW: POWER OF DESTINY | Wanna One COMEBACK SHOW: POWER OF DESTINY |
| 597      | 29 de Novembro  | Wanna One                                 | "Spring Breeze"                           | —                                         |
| 598      | 6 de Dezembro   | Mino                                      | "Fiancé"                                  | —                                         |
| —        | 13 de Dezembro  | Sem transmissão e vencedor                | Sem transmissão e vencedor                | Sem transmissão e vencedor                |
| —        | 20 de Dezembro  | Sem transmissão e vencedor                | Sem transmissão e vencedor                | Sem transmissão e vencedor                |
| 599      | 27 de Dezembro  | Winner                                    | "Millions"                                | —                                         |

### 2019
|   | Triple Crown                  |
|   | Maiores pontuações em 2019    |
| — | Não foi realizado nenhum show |

| Episodio | Data            | Artista                    | Canção                     | Pontos                     |
| -------- | --------------- | -------------------------- | -------------------------- | -------------------------- |
| 600      | 3 de Janeiro    | Winner                     | Millions                   | N/A                        |
| 601      | 10 de Janeiro   | Chung Ha                   | Gotta Go                   | 9,389                      |
| 602      | 17 de Janeiro   | Apink                      | %%(Eung Eung)              | 7,829                      |
| 603      | 24 de Janeiro   | GFriend                    | Sunrise                    | 7,653                      |
| 604      | 31 de Janeiro   | Seventeen                  | Home                       | 9,676                      |
| 605      | 7 de Fevereiro  | Seventeen                  | Home                       | N/A                        |
| 606      | 14 de Fevereiro | Seventeen                  | Home                       | 6,669                      |
| 607      | 21 de Fevereiro | ITZY                       | Dalla Dalla                | 8,527                      |
| 608      | 28 de Fevereiro | Monsta X                   | Alligator                  | 6,801                      |
| 609      | 7 de Março      | ITZY                       | Dalla Dalla                | 6,800                      |
| 610      | 14 de Março     | TXT                        | Crown                      | 7,612                      |
| 611      | 21 de Março     | Mamamoo                    | Gogobebe                   | 9,386                      |
| 612      | 28 de Março     | Mamamoo                    | Gogobebe                   | 9,907                      |
| 613      | 4 de Abril      | Stray Kids                 | Miroh                      | 5,870                      |
| 614      | 11 de Abril     | IZ*ONE                     | Violeta                    | 10,775                     |
| 615      | 18 de Abril     | IZ*ONE                     | Violeta                    | 10,446                     |
| 616      | 25 de Abril     | BTS                        | Boy with Luv               | 11,000                     |
| 617      | 2 de Maio       | Twice                      | Fancy                      | 11,000                     |
| 618      | 9 de Maio       | NU'EST                     | Bet Bet                    | 11,000                     |
| 619      | 16 de Maio      | Oh My Girl                 | The Fifth Season (SSFWL)   | 8,117                      |
| 620      | 23 de Maio      | Winner                     | Ah Yeah                    | 9,245                      |
| 621      | 30 de Maio      | GOT7                       | Eclipse                    | N/A                        |
| 622      | 6 de Junho      | Lee Hi                     | No One                     | 6,663                      |
| 623      | 13 de Junho     | Cosmic Girls               | Boogie Up                  | 6,615                      |
| 624      | 20 de Junho     | Ateez                      | Wave                       | 5,482                      |
| 625      | 27 de Junho     | Red Velvet                 | Zimzalabim                 | 9,881                      |
| 626      | 4 de Julho      | Chung Ha                   | Snapping                   | 9,025                      |
| 627      | 11 de Julho     | GFriend                    | Fever                      | 7,890                      |
| 628      | 18 de Julho     | Chung Ha                   | Snapping                   | 7,210                      |
| 629      | 25 de Julho     | DAY6                       | Time of Our Life           | N/A                        |
| —        | 1 de Agosto     | Transmissão do 2019 MGMA   | Transmissão do 2019 MGMA   | Transmissão do 2019 MGMA   |
| 630      | 8 de Agosto     | ITZY                       | Icy                        | 8,087                      |
| —        | 15 de Agosto    | Especial KCON 2019 LA      | Especial KCON 2019 LA      | Especial KCON 2019 LA      |
| 631      | 22 de Agosto    | ITZY                       | Icy                        | 7,356                      |
| 632      | 29 de Agosto    | Red Velvet                 | Umpah Umpah                | 9,282                      |
| 633      | 5 de Setembro   | X1                         | Flash                      | 8,629                      |
| 634      | 12 de Setembro  | X1                         | Flash                      | N/A                        |
| 635      | 19 de Setembro  | X1                         | Flash                      | 10,945                     |
| 636      | 26 de Setembro  | Seventeen                  | Fear                       | 10,800                     |
| 637      | 3 de Outobro    | Twice                      | Feel Special               | 8,815                      |
| 638      | 10 de Outubro   | Twice                      | Feel Special               | 9,222                      |
| 639      | 17 de Outubro   | AB6IX                      | Blind For Love             | N/A                        |
| 640      | 24 de Outubro   | Super Junior               | Super Clap                 | 8,204                      |
| 641      | 31 de Outubro   | NU'EST                     | Love Me                    | 6,959                      |
| 642      | 7 de Novembro   | Monsta X                   | Follow                     | 6,427                      |
| —        | 14 de Novembro  | Sem transmissão e vencedor | Sem transmissão e vencedor | Sem transmissão e vencedor |
| 643      | 21 de Novembro  | Mamamoo                    | Hip                        | N/A                        |
| 644      | 28 de Novembro  | Mamamoo                    | Hip                        | N/A                        |
| —        | 5 de Dezembro   | Retransmissão do MAMA 2019 | Retransmissão do MAMA 2019 | Retransmissão do MAMA 2019 |
| —        | 12 de Dezembro  | Sem transmissão e vencedor | Sem transmissão e vencedor | Sem transmissão e vencedor |
| 645      | 19 de Dezembro  | Stray Kids                 | Levanter                   | N/A                        |
| 646      | 26 de Dezembro  | Golden Child               | Wannabe                    | N/A                        |

### 2020
|   | Triple Crown                  |
|   | Maiores pontuações em 2020    |
| — | Não foi realizado nenhum show |

| Episodio | Data            | Artista                                   | Canção                                    | Pontos                                    |
| -------- | --------------- | ----------------------------------------- | ----------------------------------------- | ----------------------------------------- |
| 647      | 2 de Janeiro    | Episódio Especial, vencedor não anunciado | Episódio Especial, vencedor não anunciado | Episódio Especial, vencedor não anunciado |
| 648      | 9 de Janeiro    | Momoland                                  | "Thumbs Up"                               | 10.125                                    |
| 649      | 16 de Janeiro   | SF9                                       | "Good Guy"                                | 9.798                                     |
| —        | 23 de Janeiro   | Sem transmissão e vencedor                | Sem transmissão e vencedor                | Sem transmissão e vencedor                |
| 650      | 30 de Janeiro   | SF9                                       | "Good Guy"                                | 10.031                                    |
| 651      | 6 de Fevereiro  | Sechs Kies                                | "All for You"                             | 9.213                                     |
| 652      | 13 de Fevereiro | GFriend                                   | "Crossroads"                              | 9.461                                     |
| 653      | 20 de Fevereiro | GFriend                                   | "Crossroads"                              | 7.492                                     |
| 654      | 27 de Fevereiro | IZ*ONE                                    | "Fiesta"                                  | 10.914                                    |
| 655      | 5 de Março      | BTS                                       | "On"                                      | 11,000                                    |
| 656      | 12 de Março     | LOONA                                     | "So What"                                 | 8.075                                     |
| 657      | 19 de Março     | ITZY                                      | "Wannabe"                                 | —                                         |
| 658      | 26 de Março     | ITZY                                      | "Wannabe"                                 | 7.902                                     |
| 659      | 2 de abril      | ITZY                                      | "Wannabe"                                 | —                                         |
| 660      | 9 de abril      | Kang Daniel                               | "2U"                                      | 7.664                                     |
| 661      | 16 de abril     | (G)I-DLE                                  | "Oh My God"                               | —                                         |
| 662      | 23 de abril     | Apink                                     | "Dumhdurum"                               | 8.628                                     |
| 663      | 30 de abril     | Got7                                      | "Not By The Moon"                         | 7,830                                     |
| 664      | 7 de maio       | Oh My Girl                                | "Nonstop"                                 | N/A                                       |
| 665      | 14 de maio      | Oh My Girl                                | "Nonstop"                                 | 6,580                                     |
| 666      | 21 de maio      | NU'EST                                    | "I'm in Trouble"                          | 11,000                                    |
| 667      | 28 de maio      | NCT 127                                   | "Punch"                                   | 9,778                                     |
| 668      | 4 de junho      | NCT 127                                   | "Punch"                                   | 7,414                                     |
| 669      | 11 de junho     | Twice                                     | "More & More"                             | 9,356                                     |
| 670      | 18 de junho     | Cosmic Girls                              | "Butterfly"                               | 9,235                                     |
| 671      | 25 de junho     | Iz*One                                    | "Secret Story of the Swan"                | N/A                                       |
| 672      | 2 de julho      | Seventeen                                 | "Left & Right"                            | 10,705                                    |
| 673      | 9 de julho      | Blackpink                                 | "How You Like That"                       | 8,167                                     |
| 674      | 16 de julho     | Blackpink                                 | "How You Like That"                       | 7,432                                     |
| 675      | 23 de julho     | GFriend                                   | "Apple"                                   | 8,536                                     |
| 676      | 30 de julho     | SSAK3                                     | "Beach Again"                             | 6,420                                     |
| 677      | 6 de agosto     | Somi                                      | "What You Waiting For"                    | 6,776                                     |
| 678      | 13 de agosto    | (G)I-dle                                  | "Dumdi Dumdi"                             | 8,842                                     |
| 679      | 20 de agosto    | (G)I-dle                                  | "Dumdi Dumdi"                             | 8,521                                     |
| —        | 27 de agosto    | Sem transmissão e vencedor                | Sem transmissão e vencedor                | Sem transmissão e vencedor                |
| 680      | 3 de setembro   | Itzy                                      | "Not Shy"                                 | 6,838                                     |
| 681      | 10 de setembro  | Itzy                                      | "Not Shy"                                 | 6,866                                     |
| 682      | 17 de setembro  | Itzy                                      | "Not Shy"                                 | 7,443                                     |
| 683      | 24 de setembro  | Stray Kids                                | "Back Door"                               | 7,086                                     |
| 684      | 1 de outubro    | The Boyz                                  | "The Stealer"                             | N/A                                       |
| 685      | 8 de outubro    | The Boyz                                  | "The Stealer"                             | 5,432                                     |
| 686      | 15 de outubro   | Blackpink                                 | "Lovesick Girls"                          | 8,691                                     |
| 687      | 22 de outubro   | NCT U                                     | "Make A Wish (Birthday Song)"             | 7,552                                     |
| 688      | 29 de outubro   | Seventeen                                 | "Home;Run"                                | 7,724                                     |
| 689      | 5 de novembro   | Twice                                     | "I Can't Stop Me"                         | 9,065                                     |
| 690      | 12 de novembro  | Twice                                     | "I Can't Stop Me"                         | —                                         |
| 691      | 19 de novembro  | Mamamoo                                   | "Aya"                                     | —                                         |
| —        | 26 de novembro  | Sem transmissão e vencedor                | Sem transmissão e vencedor                | Sem transmissão e vencedor                |
| —        | 3 de dezembro   | Sem transmissão e vencedor                | Sem transmissão e vencedor                | Sem transmissão e vencedor                |
| —        | 10 de dezembro  | Sem transmissão e vencedor                | Sem transmissão e vencedor                | Sem transmissão e vencedor                |
| 692      | 17 de dezembro  | Iz*One                                    | "Panorama"                                | 9,364                                     |
| 693      | 24 de dezembro  | Iz*One                                    | "Panorama"                                | —                                         |
| —        | 31 de dezembro  | Sem transmissão e vencedor                | Sem transmissão e vencedor                | Sem transmissão e vencedor                |

## Triple Crown
Triple Crown é uma música que recebeu três vitórias. Depois disso, a música é removida dos charts.
| Artista               | Canção                     | Conquistas                                       |
| --------------------- | -------------------------- | ------------------------------------------------ |
| 2004                  |                            |                                                  |
| TVXQ                  | The Way U Are              | 5 de Agosto, 12 de Agosto, 19 de Agosto          |
| Se7en                 | Passion                    | 26 de Agosto, 2 de Setembro, 9 de Setembro       |
| Shinhwa               | Brand New                  | 30 de Setembro, 7 de Outubro, 14 de Outubro      |
| TVXQ                  | Believe                    | 25 de Novembro, 2 de Dezembro, 9 de Dezembro     |
| 2005                  |                            |                                                  |
| Buzz                  | Coward                     | 31 de Março, 7 de Abril, 21 de Abril             |
| 2007                  |                            |                                                  |
| Epik High             | Fan                        | 15 de Fevereiro, 1 de Março, 15 de Março         |
| 2008                  |                            |                                                  |
| MC Mong               | Circus                     | 8 de Maio, 22 de Maio, 12 de Junho               |
| Taeyang               | Look Only At Me            | 19 de Junho, 26 de Junho, 3 de Julho             |
| Wonder Girls          | So Hot                     | 10 de Julho, 17 de Julho, 24 de Julho            |
| Lee Hyori             | U-Go-Girl                  | 31 de Julho, 14 de Agosto, 21 de Agosto          |
| BigBang               | Haru Haru                  | 28 de Agosto, 4 de Setembro, 11 de Setembro      |
| TVXQ                  | Mirotic                    | 9 de Outubro, 23 de Outubro, 30 de Outubro       |
| 2009                  |                            |                                                  |
| Seungri               | Strong Baby                | 22 de Janeiro, 5 de Fevereiro, 19 de Fevereiro   |
| KARA                  | Honey                      | 5 de Março, 12 de Março, 26 de Março             |
| 2PM                   | Again & Again              | 7 de Maio, 14 de Maio, 21 de Maio                |
| 2PM                   | I Hate You                 | 2 de Julho, 9 de Julho, 16 de Julho              |
| 2NE1                  | I Don't Care               | 23 de Julho, 6 de Agosto, 13 de Agosto           |
| G-Dragon              | Heartbreaker               | 10 de Setembro, 17 de Setembro, 24 de Setembro   |
| 2010                  |                            |                                                  |
| 2PM                   | Without U                  | 29 de Abril, 6 de Maio, 13 de Maio               |
| 2NE1                  | Can't Nobody               | 23 de Setembro, 30 de Setembro, 7 de Outubro     |
| 2011                  |                            |                                                  |
| Seungri               | What Can I Do              | 27 de Janeiro, 3 de Fevereiro, 10 de Fevereiro   |
| BigBang               | Tonight                    | 3 de Março, 10 de Março, 17 de Março             |
| CNBLUE                | Intuition                  | 31 de Março, 7 de Abril, 14 de Abril             |
| f(x)                  | Danger                     | 5 de Maio, 12 de Maio, 19 de Maio                |
| Beast                 | Fiction                    | 26 de Maio, 2 de Junho, 9 de Junho               |
| Super Junior          | Mr. Simple                 | 11 de Agosto, 18 de Agosto, 25 de Agosto         |
| Girls' Generation     | The Boys                   | 27 de Outubro, 3 de Novembro, 10 de Novembro     |
| Trouble Maker         | Trouble Maker              | 15 de Dezembro, 22 de Dezembro, 29 de Dezembro   |
| 2012                  |                            |                                                  |
| Girls' Generation-TTS | Twinkle                    | 10 de Maio, 17 de Maio, 24 de Maio               |
| Infinite              | The Chaser                 | 31 de Maio, 7 de Junho, 14 de Junho              |
| f(x)                  | Electric Shock             | 21 de Junho, 29 de Junho, 5 de Julho             |
| Super Junior          | Sexy, Free & Single        | 12 de Julho, 19 de Julho, 26 de Julho            |
| Beast                 | Beautiful Night            | 2 de Agosto, 9 de Agosto, 16 de Agosto           |
| PSY                   | Gangnam Style              | 23 de Agosto, 30 de Agosto, 6 de Setembro        |
| G-Dragon              | Crayon                     | 27 de Setembro, 4 de Outubro, 11 de Outubro      |
| Lee Hi                | 1,2,3,4                    | 8 de Novembro, 15 de Novembro, 22 de Novembro    |
| Lee Seung Gi          | Return                     | 29 de Novembro, 6 de Dezembro, 13 de Dezembro    |
| 2013                  |                            |                                                  |
| Yang Yoseob           | Caffeine                   | 20 de Dezembro, 27 de Dezembro, 3 de Janeiro     |
| Girls' Generation     | I Got a Boy                | 10 de Janeiro, 17 de Janeiro, 24 de Janeiro      |
| Sistar19              | Gone Not Around Any Longer | 7 de Fevereiro, 14 de Fevereiro, 21 de Fevereiro |
| SHINee                | Dream Girl                 | 28 de Fevereiro, 7 de Março, 14 de Março         |
| PSY                   | Gentleman                  | 18 de Abril, 25 de Abril, 2 de Maio              |
| Shinhwa               | This Love                  | 23 de Maio, 30 de Maio, 6 de Junho               |
| Sistar                | Give It To Me              | 20 de Junho, 27 de Junho, 4 de Julho             |
| EXO                   | Growl                      | 22 de Agosto, 29 de Agosto, 5 de Setembro        |
| 2014                  |                            |                                                  |
| EXO                   | Miracles in December       | 19 de Dezembro, 26 de Dezembro, 2 de Janeiro     |
| TVXQ                  | Something                  | 16 de Janeiro, 23 de Janeiro, 30 de Janeiro      |
| AKMU                  | 200%                       | 17 de Abril, 24 de Abril, 1 de Maio              |
| Taeyang               | Eyes, Nose, Lips           | 12 de Junho, 19 de Junho, 3 de Julho             |
| Winner                | Empty                      | 21 de Agosto, 28 de Agosto, 18 de Setembro       |
| Epik High             | Happen Ending              | 30 de Outubro, 6 de Novembro, 13 de Novembro     |
| 2015                  |                            |                                                  |
| Shinhwa               | Sniper                     | 12 de Março, 19 de Março, 26 de Março            |
| EXO                   | Call Me Baby               | 9 de Abril, 16 de Abril, 30 de Abril             |
| Girls' Generation     | Lion Heart                 | 27 de Agosto, 3 de Setembro, 10 de Setembro      |
| Taeyeon               | I                          | 15 de Outubro, 22 de Outubro, 29 de Outubro      |
| 2016                  |                            |                                                  |
| PSY                   | Daddy                      | 17 de Dezembro, 24 de Dezembro, 7 de Janeiro     |
| iKON                  | Dumb & Dumber              | 14 de Janeiro, 21 de Janeiro, 28 de Janeiro      |
| GFriend               | Rough                      | 4 de Fevereiro, 11 de Fevereiro, 18 de Fevereiro |
| Twice                 | Cheer Up                   | 5 de Maio, 19 de Maio, 26 de Maio                |
| EXO                   | Monster                    | 16 de Junho, 23 de Junho, 30 de Junho            |
| GFriend               | Navillera                  | 21 de Julho, 28 de Julho, 4 de Agosto            |
| 2017                  |                            |                                                  |
| Big Bang              | Fxxk It                    | 22 de Dezembro, 5 de Janeiro, 12 de Janeiro      |
| Mamamoo               | Yes I Am                   | 29 de Junho, 6 de Julho, 13 de Julho             |
| EXO                   | Ko Ko Bop                  | 27 de Julho, 3 de Agosto, 10 de Agosto           |
| Wanna One             | Energetic                  | 17 de Agosto, 24 de Agosto, 31 de Agosto         |
| 2018                  |                            |                                                  |
| iKON                  | Love Scenario              | 1 de Fevereiro, 1 de Março, 8 de Março           |
| Blackpink             | Ddu-Du Ddu-Du              | 28 de Junho, 5 de Julho, 12 de Julho             |
| 2019                  |                            |                                                  |
| Seventeen             | Home                       | 31 de Janeiro, 7 de Fevereiro, 14 de Fevereiro   |
| X1                    | Flash                      | 5 de Setembro, 12 de Setembro, 19 de Setembro.   |
| 2020                  |                            |                                                  |
| ITZY                  | Wannabe                    | 19 de março, 26 de março e 2 de abril            |

## Conquistas por artista
Artistas com mais No. 1
| Posição | Artista           | Contagem | Atividade   |
| ------- | ----------------- | -------- | ----------- |
| 1º      | BigBang           | 23 vezes | 2006 –      |
| 2º      | Twice             | 20 vezes | 2015 –      |
| 3º      | EXO               | 19 vezes | 2012 –      |
| 4º      | Girls' Generation | 18 vezes | 2007 –      |
| 5º      | TVXQ              | 17 vezes | 2003 –      |
| 6º      | 2NE1              | 15 vezes | 2009 – 2016 |
| 6º      | Red Velvet        | 15 vezes | 2014 –      |
| 8º      | Super Junior      | 14 vezes | 2005 –      |
| 8º      | 2PM               | 14 vezes | 2008 –      |
| 8º      | Highlight         | 14 vezes | 2009 –      |
| 11º     | Infinite          | 13 vezes | 2010 –      |
| 12º     | PSY               | 12 Vezes | 2001 –      |
| 12º     | GFriend           | 12 Vezes | 2015 –      |
| 14º     | Shinhwa           | 11 vezes | 1998 –      |
| 14º     | SHINee            | 11 vezes | 2008 –      |
| 14º     | f(x)              | 11 vezes | 2009 –      |
| 14º     | Winner            | 11 vezes | 2013 –      |
| 14º     | Mamamoo           | 11 vezes | 2014 –      |

Maior número de "Triple Crown" 
Triple Crown é uma canção que ficou na primeira posição por três semanas consecutivas. Depois disso ela é removida do chart.
| Posição | Artista           | Contagem  | Atividade   |
| ------- | ----------------- | --------- | ----------- |
| 1ª      | EXO               | 5 músicas | 2012 –      |
| 2ª      | TVXQ              | 4 músicas | 2008 –      |
| 3ª      | Shinhwa           | 3 músicas | 1998 –      |
| 3ª      | PSY               | 3 músicas | 2001 –      |
| 3ª      | BigBang           | 3 músicas | 2006 –      |
| 3ª      | Girls' Generation | 3 músicas | 2007 –      |
| 3ª      | 2PM               | 3 músicas | 2008 –      |
| 8ª      | Epik High         | 2 músicas | 2003 –      |
| 8ª      | Super Junior      | 2 músicas | 2005 –      |
| 8ª      | Taeyang           | 2 músicas | 2008 –      |
| 8ª      | G-Dragon          | 2 músicas | 2009 –      |
| 8ª      | Highlight         | 2 músicas | 2009 –      |
| 8ª      | f(x)              | 2 músicas | 2009 –      |
| 8ª      | Seungri           | 2 músicas | 2009 –      |
| 8ª      | 2NE1              | 2 músicas | 2009 – 2016 |
| 8ª      | GFriend           | 2 músicas | 2015 –      |
| 8ª      | iKon              | 2 músicas | 2015 –      |

Top 10 das maiores pontuações (1º sistema)
29 de julho de 2004 – 3 de março de 2011
| Posição | Artista  | Música                         | Pontuação | Data                    |
| ------- | -------- | ------------------------------ | --------- | ----------------------- |
| 1ª      | 2NE1     | I Don't Care                   | 981,3     | 13 de agosto de 2009    |
| 2ª      | 2NE1     | I Don't Care                   | 979,8     | 6 de agosto de 2009     |
| 3ª      | 2NE1     | I Don't Care                   | 977,9     | 23 de julho de 2009     |
| 4ª      | 2AM      | Can't Let You Go Even If I Die | 976       | 25 de fevereiro de 2010 |
| 5ª      | G-Dragon | Heartbreaker                   | 975,7     | 24 de setembro de 2009  |
| 6ª      | 2PM      | Again & Again                  | 975       | 21 de maio de 2010      |
| 7ª      | G-Dragon | Heartbreaker                   | 974,5     | 17 de setembro de 2009  |
| 8ª      | 2PM      | Again & Again                  | 973,4     | 14 de maio de 2010      |
| 9ª      | G-Dragon | Heartbreaker                   | 973,2     | 10 de setembro de 2009  |
| 10ª     | SHINee   | Ring Ding Dong                 | 972,6     | 5 de novembro de 2009   |

Top 10 das maiores pontuações (2º sistema)
10 de março de 2011 – 15 de dezembro de 2011
| Posição | Artista           | Música        | Pontuação | Data                   |
| ------- | ----------------- | ------------- | --------- | ---------------------- |
| 1ª      | CNBLUE            | Intuition     | 9,654     | 07 de abril de 2011    |
| 2ª      | KARA              | Step          | 9,314     | 22 de setembro de 2011 |
| 3ª      | Wonder Girls      | Be My Baby    | 9,290     | 17 de novembro de 2011 |
| 4ª      | CNBLUE            | Intuition     | 9,255     | 31 de março de 2011    |
| 5ª      | BEAST             | Fiction       | 9,253     | 2 de junho de 2011     |
| 6ª      | BEAST             | Fiction       | 9,191     | 9 de junho de 2011     |
| 7ª      | Girls' Generation | The Boys      | 9,180     | 27 de outubro de 2011  |
| 8ª      | BigBang           | Tonight       | 9,171     | 17 de março de 2011    |
| 9ª      | Trouble Maker     | Trouble Maker | 9,167     | 15 de dezembro de 2011 |
| 10ª     | Super Junior      | Mr. Simple    | 9,155     | 18 de agosto de 2011   |

Top 10 das maiores pontuações (3º sistema)  
22 de dezembro 2011 – 23 de agosto 2012
| Posição | Artista               | Música                      | Pontuação | Data                   |
| ------- | --------------------- | --------------------------- | --------- | ---------------------- |
| 1ª      | Girls' Generation-TTS | Twinkle                     | 9,357     | 17 de maio de 2012     |
| 2ª      | Girls' Generation-TTS | Twinkle                     | 9,355     | 10 de maio de 2012     |
| 3ª      | f(x)                  | Electric Shock              | 9,296     | 21 de junho de 2012    |
| 4ª      | BigBang               | Fantastic Baby              | 9,204     | 22 de março de 2012    |
| 5ª      | BigBang               | Fantastic Baby              | 9,096     | 15 de março de 2012    |
| 6ª      | BigBang               | Blue                        | 9,081     | 8 de março de 2012     |
| 7ª      | SHINee                | Sherlock•셜록 (Clue + Note) | 9,081     | 29 de março de 2012    |
| 8ª      | Trouble Maker         | Trouble Maker               | 9,043     | 22 de dezembro de 2011 |
| 9ª      | Trouble Maker         | Trouble Maker               | 8,972     | 29 de dezembro de 2011 |
| 10ª     | BEAST                 | Beautiful Night             | 8,951     | 6 de agosto de 2012    |

Top 10 das maiores pontuações (4º sistema)
30 de agosto de 2012 – 20 de fevereiro de 2014
| Posição | Artista           | Música                     | Pontuação | Data                    |
| ------- | ----------------- | -------------------------- | --------- | ----------------------- |
| 1ª      | Girls' Generation | I Got a Boy                | 10,000    | 10 de janeiro de 2013   |
| 2ª      | Girls' Generation | I Got a Boy                | 9,988     | 17 de janeiro de 2013   |
| 3ª      | Yang Yoseob       | Caffeine                   | 9,795     | 3 de janeiro de 2013    |
| 4ª      | Sistar19          | Gone Not Around Any Longer | 9,642     | 14 de fevereiro de 2013 |
| 5ª      | SHINee            | Dream Girl                 | 9,459     | 7 de março de 2013      |
| 6ª      | Busker Busker     | Love, at first             | 9,419     | 10 de outubro de 2013   |
| 7ª      | Busker Busker     | Love, at first             | 9,415     | 20 de dezembro de 2012  |
| 8ª      | Yang Yoseob       | Caffeine                   | 9,267     | 20 de dezembro de 2012  |
| 9ª      | TVXQ              | Something                  | 9,244     | 16 de janeiro de 2014   |
| 10ª     | SHINee            | Dream Girl                 | 9,168     | 28 de fevereiro de 2013 |

Top 10 das mairoes pontuações (5º sistema)
27 de fevereiro de 2014 – 4 de junho de 2015
| Posição | Artista           | Música           | Pontuação | Data                |
| ------- | ----------------- | ---------------- | --------- | ------------------- |
| 1ª      | Girls' Generation | Mr.Mr.           | 10,000    | 13 de março de 2014 |
| 2ª      | f(x)              | Red Light        | 9,772     | 17 de julho de 2014 |
| 3ª      | SHINee            | View             | 9,762     | 4 de junho de 2015  |
| 4ª      | EXO-K             | Overdose         | 9,706     | 14 de maio de 2014  |
| 5ª      | BigBang           | Loser            | 9,669     | 14 de maio de 2015  |
| 6ª      | Apink             | Mr. Chu          | 9,577     | 8 de maio de 2014   |
| 7ª      | Girls' Generation | Mr.Mr.           | 9,363     | 6 de março de 2014  |
| 8ª      | Taeyang           | Eyes, Nose, Lips | 9,255     | 19 de junho de 2014 |
| 9ª      | SHINee            | View             | 9,037     | 28 de maio de 2015  |
| 10ª     | 2NE1              | Come Back Home   | 8,869     | 20 de março de 2014 |

Top 10 das maiores pontuações (6º sistema)
11 de junho de 2015 – Presente
| Posição | Artista           | Música       | Pontuação | Data                    |
| ------- | ----------------- | ------------ | --------- | ----------------------- |
| 1ª      | BTS               | DNA          | 11,000    | 28 de setembro de 2017  |
| 1ª      | EXO               | Power        | 11,000    | 14 de setembro de 2017  |
| 2ª      | Girls' Generation | Lion Heart   | 10.988    | 3 de setembro de 2015   |
| 3ª      | Girls' Generation | Lion Heart   | 10,961    | 10 de setembro de 2015  |
| 4ª      | Taeyeon           | I            | 10,929    | 15 de outubro de 2015   |
| 5ª      | Red Velvet        | Rookie       | 10,903    | 16 de fevereiro de 2017 |
| 6ª      | Red Velvet        | Red Flavor   | 10,877    | 20 de julho de 2017     |
| 7ª      | EXO               | Monster      | 10,849    | 23 de junho de 2016     |
| 8ª      | Wanna One         | Energetic    | 10,844    | 24 de agosto de 2017    |
| 9ª      | Wanna One         | Boomerang    | 10,805    | 29 de março de 2018     |
| 10ª     | Twice             | Heart Shaker | 10,776    | 21 de dezembro de 2017  |

Top 10 das maiores pontuações (sistema atual)
26 de abril de 2018 – Presente
| Posição | Artista | Música               | Pontuação | Data                    |
| ------- | ------- | -------------------- | --------- | ----------------------- |
| 1ª      | BTS     | Fake Love            | 11,000    | 31 de maio de 2018      |
| 1ª      | SHINee  | I Want You           | 11,000    | 21 de junho de 2018     |
| 1ª      | BTS     | Boy with Luv         | 11,000    | 25 de abril de 2019     |
| 1ª      | Twice   | Fancy                | 11,000    | 2 de maio de 2019       |
| 1ª      | NU'EST  | Bet Bet              | 11,000    | 9 de maio de 2019       |
| 1ª      | BTS     | On                   | 11,000    | 5 de março de 2020      |
| 7ª      | X1      | Flash                | 10,945    | 19 de setembro de 2019  |
| 8ª      | Twice   | Dance the Night Away | 10,933    | 19 de julho de 2018     |
| 9ª      | IZ*ONE  | Fiesta               | 10,914    | 27 de fevereiro de 2020 |
| 10ª     | IZ*ONE  | La Vie en Rose       | 10,884    | 8 de novembro de 2018   |

Top 10 das maiores pontuações (Todos os tempos)
| Ranking | Artista           | Canção       | Pontuação | Data                   |
| ------- | ----------------- | ------------ | --------- | ---------------------- |
| 1ª      | EXO               | Power        | 11,000    | 14 de setembro de 2017 |
| 1ª      | BTS               | DNA          | 11,000    | 28 de setembro de 2017 |
| 1ª      | BTS               | Fake Love    | 11,000    | 31 de maio de 2018     |
| 1ª      | SHINee            | I Want You   | 11,000    | 21 de junho de 2018    |
| 1ª      | BTS               | Boy with Luv | 11,000    | 25 de março de 2019    |
| 1ª      | Twice             | Fancy        | 11,000    | 2 de maio de 2019      |
| 1ª      | NU'EST            | Bet Bet      | 11,000    | 9 de maio de 2019      |
| 1ª      | BTS               | On           | 11,000    | 5 de março de 2020     |
| 9ª      | Girls' Generation | Lion Heart   | 10,988    | 3 de setembro de 2015  |
| 10ª     | Girls' Generation | Lion Heart   | 10,961    | 10 de setembro de 2015 |